# Sailing the Seas of Cheese
Sailing the Seas of Cheese är det amerikanska rock bandet Primus andra studioalbum, utgivet den 14 maj 1991. Det var också detta album som gjorde dem riktigt berömda och blev bandets första platinaalbum.
Albumet var mer influerat av funk än det förra, Frizzle Fry, och är av många sett som Primus "roligaste" album. Men även om det verkade roligt så var texterna Primus mest provokativa. Texterna tar till exempel upp en negativ synvinkel av militärlivet ("Sgt. Baker"), att vara utstött ("Eleven") och användningen av metamfetamin bland arbetare ("Those Damned Blue-Collar Tweekers"). Från albumet blev "Jerry Was a Race Car Driver" en mindre hit.
Webbsidan Punknews.org gav albumet 5 av 5 i betyg, och tyckte att Sailing the Seas of Cheese var det bästa albumet i rockmusikens historia.

## Låtlista
1. "Seas of Cheese" - 0:42
2. "Here Come the Bastards" - 2:55
3. "Sgt. Baker" - 4:16
4. "American Life" - 4:32
5. "Jerry Was a Race Car Driver" - 3:11
6. "Eleven" - 4:19
7. "Is It Luck?" - 3:27
8. "Grandad's Little Ditty" - 0:37
9. "Tommy the Cat" - 4:15
10. "Sathington Waltz" - 1:42
11. "Those Damned Blue-Collar Tweekers" - 5:20
12. "Fish On" - 7:45
13. "Los Bastardos" - 2:39